# Karel Senecký
Karel Senecký (17 de março de 1919 - 28 de abril de 1979) foi um futebolista checo que atuava como atacante.

## Carreira
Karel Senecký fez parte do elenco da Seleção Checoslovaca de Futebol, na Copa do Mundo de 1938.